# Dicellispora lelebae
Dicellispora lelebae är en svampart som beskrevs av Sawada 1944. Dicellispora lelebae ingår i släktet Dicellispora, divisionen sporsäcksvampar och riket svampar.   Inga underarter finns listade i Catalogue of Life.